# Академия на Генералния щаб (Руска империя)
Академията на Генералния щаб е висше военно училище в Санкт Петербург на Руската империя, Руската република и белогвардейската Руска държава (1918 – 1920).
Основана е на 26 ноември 1832 г. През 1855 г. е наречена Николаевска в памет на починалия същата година руски император Николай I.
Има печатно издание, наречено „Известия Императорской Николаевской военной академии“.

## Наименования
В историята на своето съществуване академията има следните имена:
- от 1832 г.: Императорска военна академия;
- от 1855 г.: Николаевска академия на Генералния щаб;
- от 1909 г.: Николаевска военна академия;
- от 1910 г.: Императорска Николаевска военна академия;
- от 1917 г.: Николаевска военна академия.

## История
Подготвени са общо 4532 руски офицери и десетки български и сръбски офицери до 1918 г.
По време на Първата световна война учебните занятия са прекратени. През 1918 г. повечето преподаватели и курсанти преминават на страната на белогвардейската Руска армия на адм. Колчак. Академията е евакуирана в Екатеринбург, после в Казан.
Отделно е сформирана Академия на Генералния щаб на Червената армия в Москва на 7 октомври 1918 г. Така по време на Гражданската война в Русия действат 2 академии на Генералния щаб – „бяла“ и „червена“.
Академията в рамките на Бялото движение функционира отначало в Екатеринбург, после в Томск и Омск. В края на 1919 г. е евакуирана във Владивосток. Последният випуск е от края на 1921 г. на остров Руски край Владивосток. През 1923 г. част от преподавателите, библиотеката, печатницата и имущество на академията са реевакуирани в Москва в състава вече на съветската генералщабна академии.
През 1927 г. в Париж бившият професор в академията ген. Николай Головин открива Задгранични висши военно-научни курсове като приемник на Академията на Генералния щаб. Курсовете са закрити след началото на Втората световна война.
Приемник на Николаевската военна академия е днешната Военна академия на Генералния щаб на Русия.